# Cantó de Saint-Nicolas-de-Redon
El cantó de Saint-Nicolas-de-Redon (bretó Kanton Sant-Nikolaz-an-Hent) és una divisió administrativa francesa situat al departament de Loira Atlàntic a la regió de Loira Atlàntic, però que històricament ha format part de Bretanya.

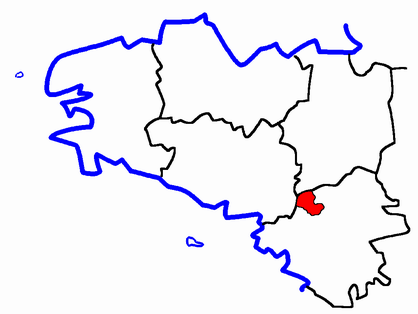
Situació del cantó

## Composició
El cantó aplega 4 comunes: 
| Nom francès            | Nom bretó            | Població | km²    | Codi Postal | Codi INSEE |
| Avessac                | Avezeg               | 2.154    | 76,49  | 44460       | 44007      |
| Fégréac                | Fegerieg             | 1.992    | 44,18  | 44460       | 44057      |
| Plessé                 | Plesei               | 3.416    | 104.38 | 44630       | 44128      |
| Saint-Nicolas-de-Redon | Sant-Nikolaz-an-Hent | 2.800    | 22,32  | 44660       | 44185      |
| Cantó                  | Sant-Nikolaz-an-Hent | 10.362   | 247,37 | -           | 4440       |

## Història
| Data d'elecció                           | Identitat     | Partit        | Qualitat |
| ---------------------------------------- | ------------- | ------------- | -------- |
| 1983-2001                                | René Bouillot | Divers droite |          |
| 2001-                                    | Yvon Mahé     | Divers gauche |          |
| les dades anteriors no són pas conegudes |               |               |          |
|                                          |               |               |          |